# Haplodina
Haplodina — рід лишайників родини Roccellaceae. Назва вперше опублікована 1930 року.
Налічує 3 види:
- Haplodina alutacea Zahlbr. 1930
- Haplodina corticola Zahlbr. 1930
- Haplodina microcarpa Zahlbr. 1930